# Корона Шахбану

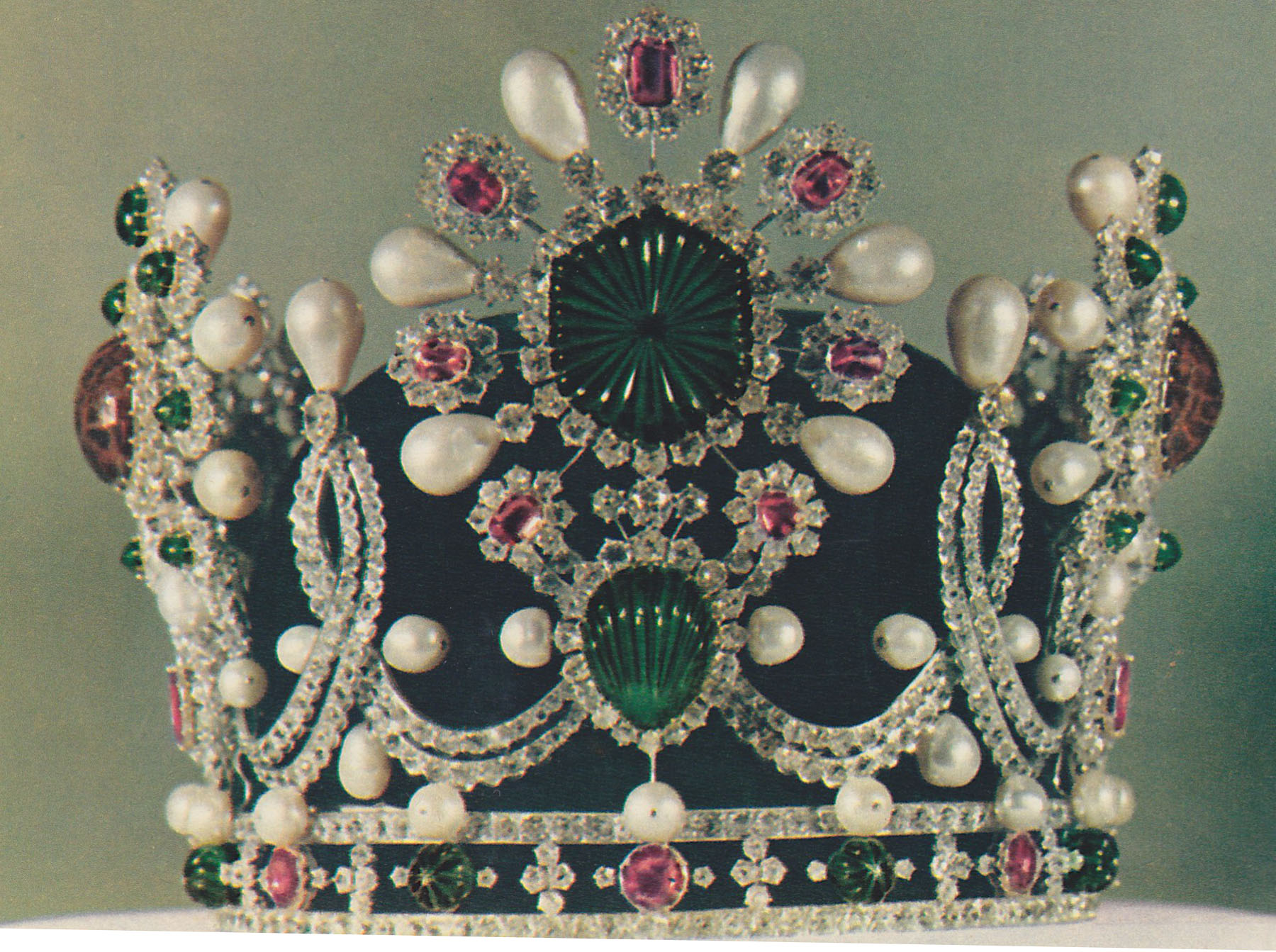
Корона Шахбану

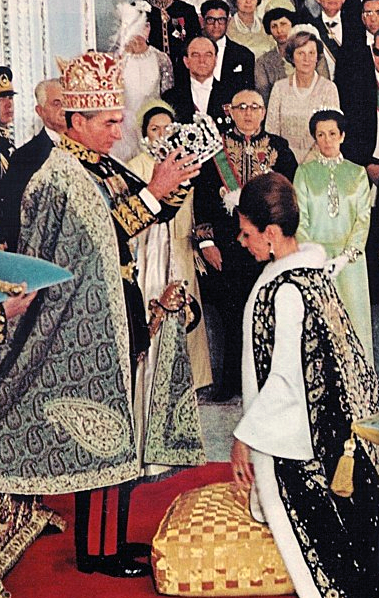
Мохаммед Реза Пехлеві покладає корону на дружину Фарах Пехлеві, 1967

Герб шахбану Фарах Пахлаві. Вгорі — корона Шахбану

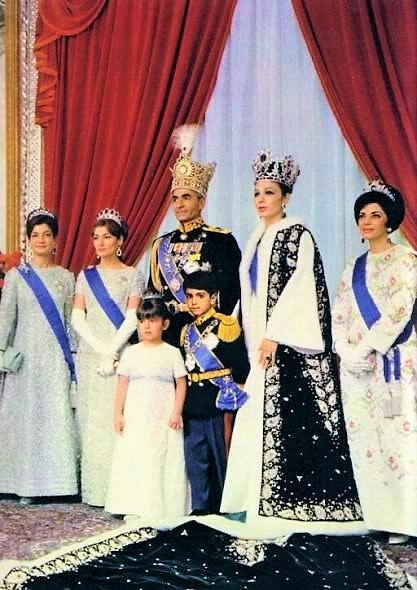
Імператорська сім'я після коронації в 1967

Корона Шахбану — корона шахбану Ірана.

## Історія
У зв'язку з тим, що імператриць Ірану жодного разу ще не вінчали на царство, було ухвалено рішення створити нову корону для цієї події.
26 жовтня 1967 відбулася коронація останнього шаха Ірану Мохамееда Реза Пехлеві і його дружини Фарах. Спеціального для цієї події було вирішено зробити ряд ювелірних прикрас для шахбану, а також для дочки і сестер шаха. Замовлення було направлено французькій ювелірній фірмі Van Cleef & Arpels. Ще в 1966 П'єром Арпелем були розроблені ескізи, після затвердження яких високими сановниками і особисто Фарах, ювелір взявся за роботу.
Оскільки імперські коштовності не можуть залишати кордонів держави, то замовлення виконано в Тегерані. Ювелір здійснив понад 20 поїздок за пів року роботи.
Корона стала символічним жестом шаха Ірану жінкам своєї країни, одним із символів звільнення жінок у період «Білої революції».
Нині корона експонується в Центральному банку Ірану.

## Опис
Корона Шахбану є унікальним втіленням європейської елегантності та східної розкоші, змішаної з сучасністю.
Корона важить майже 2 кг (1 кг 950 г), вона виконана з білого  золота з використанням 1545 дорогоцінних каменів: 36 рубінів, 36 смарагдів, 105 перлин і 1469 діамантів.
Центральні частини займають величезні смарагди, які є центром великих сонячних променів.